# Prisma triangular biaumentado
Em geometria, o prisma triangular biaumentado é um dos sólidos de Johnson (J50). Como o nome sugere, pode ser construído aumentando-se um prisma triangular ao juntar-se duas pirâmides quadradas (J1) a duas de suas faces. 